# كيوبت تورنت
كيوبت تورنت هو تطبيق برمجي عبارة عن عميل بت تورنت ، متعدد المنصات، حُر ومفتوح المصدر.
كيوبت تورنت مكتوب بلغة سي ++ ، وبالتالي فهو تطبيق أصيل. ويستخدم في برمجته مكتبات بووست ، وأدوات كيوت (الإصدار 4 أو 5) ، ومكتبة ليبتورنت-راستربار. ويحتوي على محرك بحث اختياري مكتوب بلغة بايثون ، لذلك لا يمكن استخدام محرك البحث على الأنظمة التي لم يُثبت عليها بايثون.

## التاريخ
تم تطوير كيوبت تورنت في الأصل في مارس 2006 بواسطة كريستوف دوميز، من جامعة التكنولوجيا بـ بلفور مونتبليار في فرنسا.
يتم تطويره حاليًا من قبل مساهمين من جميع أنحاء العالم ويتم تمويله من خلال التبرعات،  يقود فريق التطوير Sledgehammer999 من اليونان ، والذي أصبح مشرف المشروع في يونيو 2013.

## المميزات
بعض الميزات الموجودة في كيوبت تورنت تشمل:
- جدولة مُعدل نقل البيانات
- ربط كل البيانات المنقولة بـ واجهة محددة
- التحكم في التورنتات والمتتبعات والأقران (اصطفاف التورنتات وترتيب الأولويات واختيار محتوى التورنت وتحديد أولوياته)
- متعدد المنصات: ويندوز ، لينكس ، ماك ، فري بي اس دي ، أو إس/2
- DHT ، PeX ، اتصالات مشفرة، LSD ، UPnP ، µTP ، دعم إعادة توجيه منفذ NAT-PMP ، روابط ممغنطة، تورنتات خاصة
- تصفية الآي بي: أنواع الملفات eMule dat ، أو PeerGuardian
- يدعم IPv6 ، لكن لا يمكنه استخدام IPv4 و IPv6 في نفس الوقت [11]
- قارئ موجز RSS مُدمج (مع فلاتر تنزيل متقدمة) ومُنزل
- محرك بحث تورنت مُدمج (بحث متزامن في العديد من مواقع بحث التورنت، وإمكانية عمل بحث بتصنيفات معينة (مثل: الكتب والموسيقى والبرمجيات))
- التحكم عن بعد من خلال واجهة مستخدم الويب الآمنة
- تنزيل متسلسل (تنزيل أجزاء التورنت بالترتيب)
- خيار البذر الخارق
- أداة إنشاء تورنت جديد
- اصطفاف التورنتات، والتصفية، وتحديد الأولويات
- دعم Unicode ، متوفر بـ 70 لغة تقريبا.

## الإصدارات
كيوبت تورنت هو تطبيق متعدد المنصات، متوفر للعديد من أنظمة التشغيل، بما في ذلك: ويندوز ، ولينكس ، وماك ، وفري بي اس دي ، وأو إس/2
في فبراير 2019، أشارت إحصائيات موقع FossHub إلى أنت كيوبت تورنت كان ثاني أكبر تطبيق تم تنزيله بما يتعدى 44 مليون تنزيل.
في يوليو 2017 أشارت إحصائيات موقع SourceForge إلى أن إصدار كيوبت تورنت الأكثر شيوعًا لجميع الأنظمة الأساسية المدعومة، 81٪ من التنزيلات، كان لأجهزة الكمبيوتر التي تعمل بنظام ويندوز.
تتوفر حزم لتوزيعات لينكس المختلفة، رغم أن معظمها يتم توفيره من خلال القنوات الرسمية للتوزيعات المختلفة.

## روابط خارجية
- كيو بت تورنت على موقع Open Hub (الإنجليزية)
- كيو بت تورنت على موقع Free Software Directory (الإنجليزية)
- كيو بت تورنت على موقع Framasoft (الفرنسية)
- كيو بت تورنت على موقع SourceForge (الإنجليزية)
- الموقع الرسمي
- qBittorrent على غيت هاب
- qBittorrent على FossHub